# Moschea Fethiye (Giannina)

Scorcio della moschea Fethiye, del mausoleo di Alì Pascià e del Lago Pamvotida.

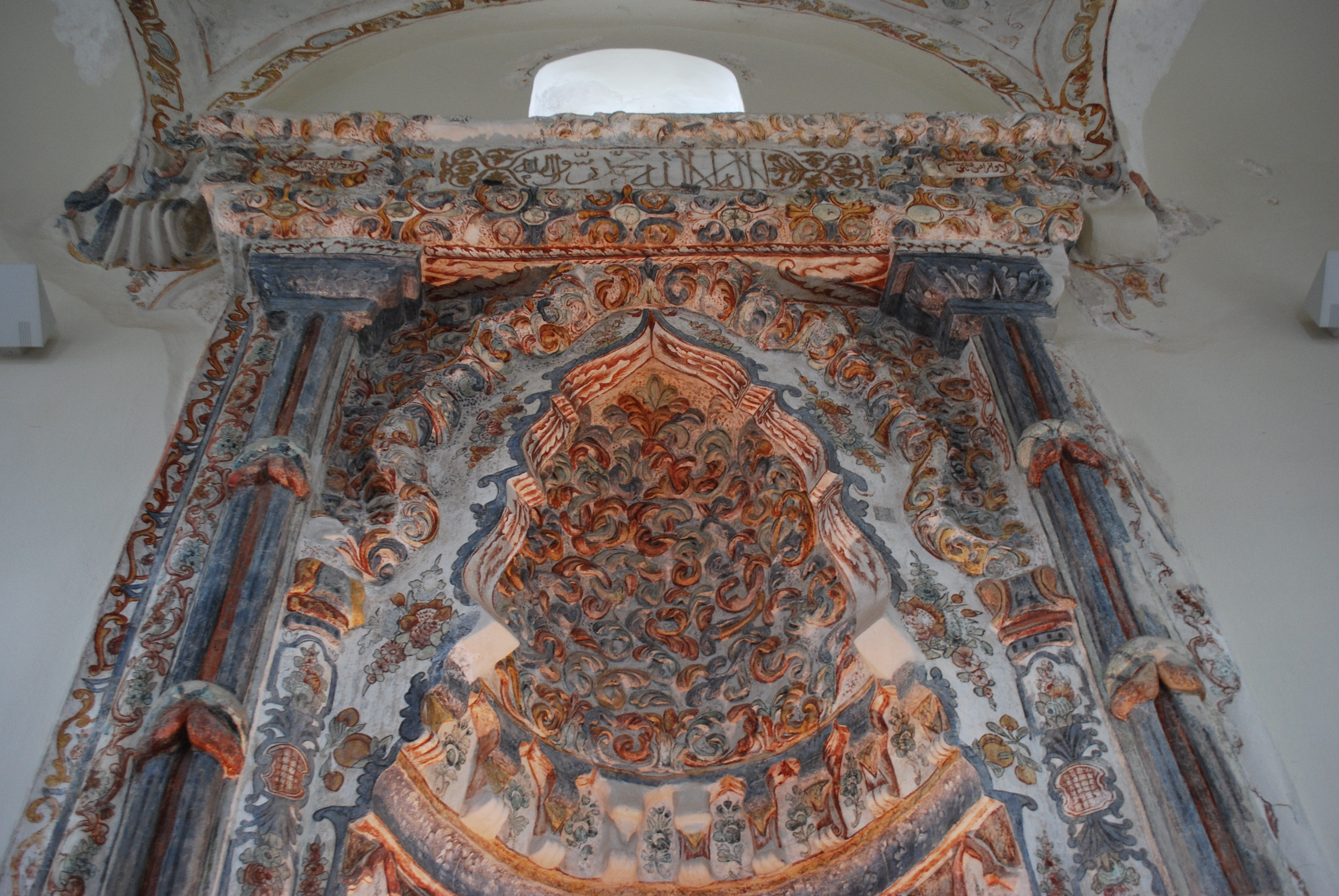
Decorazioni interne della moschea

La moschea Fethiye (in greco Φετιχιέ τζαμί?; in turco Fethiye Camii, "moschea del Conquistatore") è una moschea costruita dagli ottomani a Giannina (Grecia) poco dopo la conquista della città (ca. 1430). L'edificio sorse all'interno del castello di Giannina sui resti di una chiesa bizantina del XIII secolo titolata agli arcangeli Michele e Gabriele. Originariamente una struttura in legno, divenne un edificio in pietra nel 1611. A partire dal 1795 venne fatto oggetto di un massiccio restauro dal governatore ottomano della città, Alì Pascià di Tepeleni, che ne fece la principale moschea del castello.